# Маа Джонг турнири
След легализирането на Маа Джонг в Китай през 1998 Китайската Държавна Комисия по Спорта публикува нов набор от правила, известни като Китайски официални правила или Правила за международни турнири. Принципите на новия, „здравословен“ (по официалната китайска терминология) Маа Джонг са: без залагания – без алкохол – без цигари. При международни състезания играчите често са групирани в отбори за подчертаване на спортния му характер.
Новите правила се основават на различни комбинации между блокчета. Наръчникът съдържа 81 комбинации, подобни на комбинациите и печелившите елементи в различните класически и съвременни китайски варианти. Възприети са също така някои практики от Япония. Точките за цветните блокчета (всяко по 1т) не се смятат, докато играчът няма 8 точки. Победителят получава точки от играча, изхвърлил печелившото блокче и по още 8 точки от останалите играчи; в случай на zimo (изтегляне на печелившото блокче от стената), той получава собствените си точки и по още 8 точки от всеки играч.
Новите правила са били пробвани първо на международен турнир в Токио, където през 2002 се е състоял и Първият Световен шампионат, организиран от Музея по Маа Джонг, Японския Маа Джонг Организационен Комитет и кметството на град Нинбо, Китай – градът, където привържениците смятат, че е възникнала играта. Участвали стотина играчи, основно от Япония и Китай, но също така от Европа и САЩ. Госпожа Маи Хацуме е била първият световен шампион. На следващата година се е състояло първото китайско годишно първенство в град Хайнан. Следващите две годишни първенства са организирани в Хонконг и Пекин. Повечето играчи са били китайци, но е имало представители и на други нации.
През 2005 се е състояло Първият отворен шампионат на Европа Архив на оригинала от 2007-10-12 в Wayback Machine. В Нидерландия със 108 участника. Състезанието е било спечелено от Масато Чиба от Япония. Вторият Европейски шампионат Архив на оригинала от 2007-12-04 в Wayback Machine., в Копенхаген, Дания, 2007, 136 участника, е бил спечелен от датския състезател Мартин Вебел Якобсен. Първият Европейски Онлайн шампионат по Маа Джонг е бил проведен на сървъра MahjongTime през 2007 с 64 участника и е бил спечелен от Джулиани Лео от САЩ; най-добрият европейски състезател е била Герда ван Ооршот от Нидерландия. Следващия Европейски шампионат ще бъде в Австрия през 2009.
През 2006 при съдействие от няколко организации в Пекин, Китай е основана Световната Маа Джонг Организация (WMO). Между съучредителите са и Японския Организационен комитет по Маа Джонг (JMOC) и Европейската Асоциация за Маа Джонг (EMA). WMO организира Първия Световен Маа Джонг шампионат в Chengdu от 1 до 5 ноември 2007. „Международните правила“ бяха леко видоизменени през 2006 и сега се наричат „Правила за състезателен Маа Джонг“.
Противниците твърдят, че новите правила няма да добият популярност извън състезанията. Те твърдят, че регионалните правила са добре наместили, докато в състезателните правила има много непривични разпоредби. Защитниците на новия Маа Джонг твърдят, че предназначението му е за международни турнири, не за домашна употреба.